# 小行星8022
小行星8022（英語：8022 Scottcrossfield）是一颗围绕太阳公转的小行星。1990年11月10日，安東寧·姆爾科斯在克列特发现了此天体。
这颗小行星的绝对星等为285.0224914729483等。